# Perdita zavortinki
Perdita zavortinki is een vliesvleugelig insect uit de familie Andrenidae. De wetenschappelijke naam van de soort is voor het eerst geldig gepubliceerd in 1977 door Timberlake.